# Přemysl Bičovský
Přemysl Bičovský (Košťany, 18 de agosto de 1950) é um ex-futebolista profissional  e treinador checo que atuava como atacante.

## Carreira
Přemysl Bičovský fez parte do elenco da Seleção Checoslovaca de Futebol, na Copa de 82 e nas Euros de 1976.

## Títulos
- Eurocopa: 1976